# Чорнушка дамаська
{{#ifeq:0|0|{{#if:Nigella damascena|{{#if:|[[]}}|[[]]}}}}

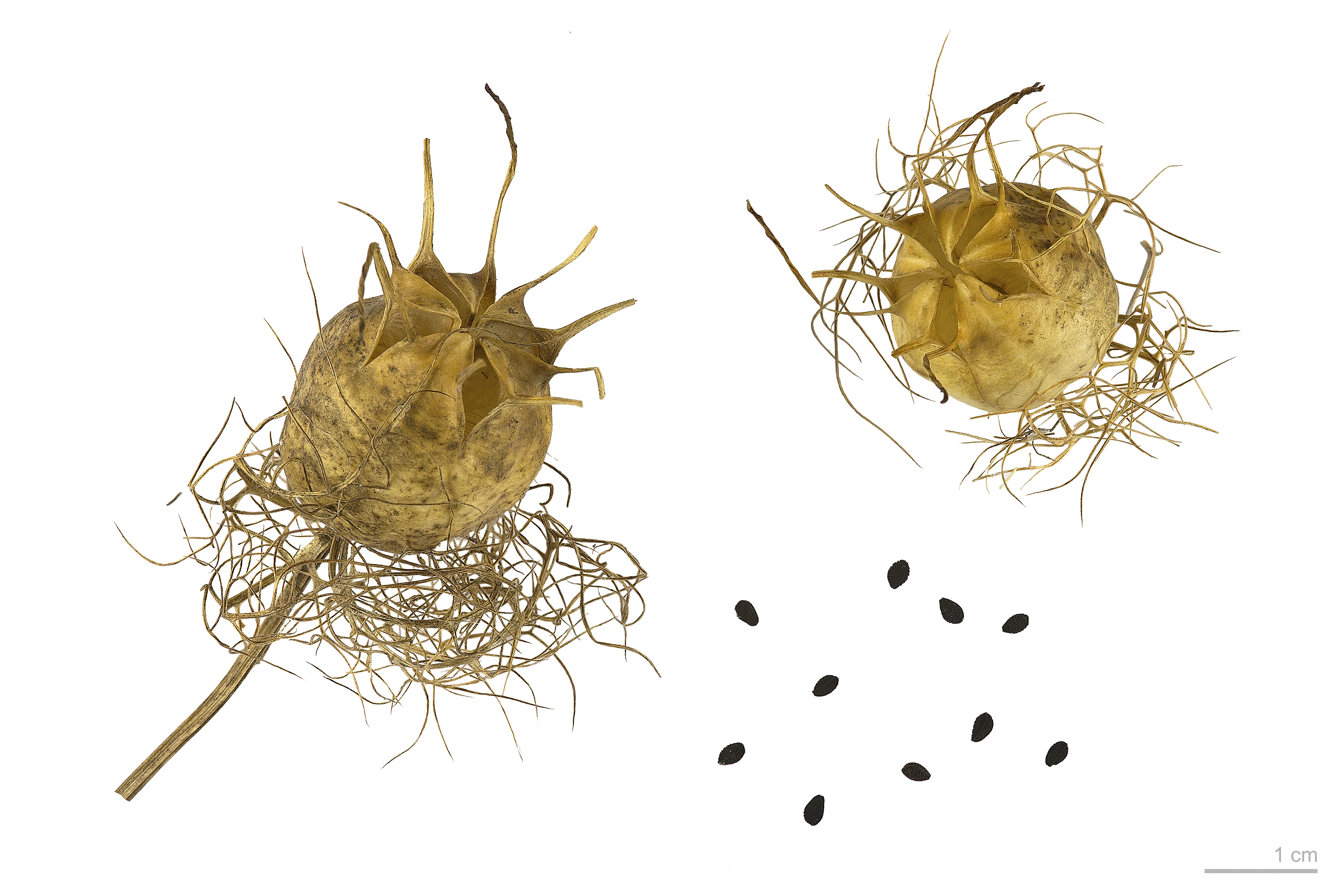
Nigella damascena - Тулузький музей

Чорнушка дамаська, або чорнушка кудлата (Nigella damascena) — вид квіткових рослин родини жовтецеві (Ranunculaceae). Це однорічна трав'яниста рослина з простим або розгалуженим стеблом заввишки 25-50 см. Цвіте у травні-липні.
До неї можуть застосовувати назву чорний кмин, яку, однак, застосовують і до інших видів.

## Поширення
Зустрічається у Північній Африці (Алжир, Туніс, Лівія, Марокко), у Західній Азії, на Кавказі, у Південній і Південно-Східній Європі.
В Україні росте у Криму на сухих трав'янистих місцях, на схилах, у чагарниках. Нерідко її розводять як декоративну рослину у садах, зрідка трапляється і здичавіло.

## Морфологічна характеристика
Формула квітки:{\displaystyle \ast K_{5}\;C_{5-8}\;A_{\infty }\;G_{2-10}}.

Квітки поодинокі або у цимозних суцвіттях, геміциклічні, актиноморфні, з подвійною оцвітиною і покривалом з п'яти довгих перисто-розсічених на щетинкоподібні сегменти листків. Чашечка з п'яти пелюсткоподібних, світло-синіх, звужених до основи, загострених чашолистків. Віночок з п'яти-восьми пелюсток-нектарників, темніших за чашолистки і набагато коротших від них, двогубих, з короткими нігтиками. Верхня губа коротка, в обрисі яйцеподібна, двороздільна, з частками, відігнутими донизу, з волосистим горбочком у місці перегину. Тичинки численні, довші від пелюсток, але коротші від чашолистків, з довгастими пиляками. Гінецей гемісинкарпниний, з п'яти плодолистиків, зрослих майже на всю довжину здутих зав'язей, з довгими відігнутими стилодіями. Плід — гемісинкарпна п'ятилистянка, з листками-покривалами, які зберігаються, гладенька, здута, з довгими стилодіями, яка розкривається по черевних швах і середніх жилках. Насіння численне, тригранне, чорне, зморшкувате.